# Melitoides makarovi
Melitoides makarovi är en kräftdjursart som beskrevs av Gurjanova 1934. Melitoides makarovi ingår i släktet Melitoides och familjen Melitidae. Inga underarter finns listade i Catalogue of Life.